# Литерарна дружина „Развитак”
Литерарна дружина „Развитак” основана је 1890. године при Пожаревачкој гимназији. Литерарна дружина је имала велики утицај на формирање идентитета школе у будућности, али и на стасавање нове генерације пожаревачке интелигенције. 

## Историја
У лето 1890. године, ученици су израдили правила литерарне дружине ђака Пожаревачке гимназије. Ученик, Милан Живковић, тада је предложио „Развитак” за назив дружине што су остали прихватили. Правила дружине је званично потврдио и Професорски савет 15. децембра 1890. године. Првих неколико године, председник дружине је биран из редова ученика да би Проферсорски савет ово правило променио 1895. године уневши одредбу да то мора бити наставник који је уједно и књижничар. Од школске 1913/14. председник се више није бирао, већ је састанцима председавао и руководио ученик који би се добровољно јавио.
Напредак дружине дало је покретање листа „Наша ризница” априла 1930. године, но лист је угашен већ наредне године. Дружина је потом 1954. године покренула часопис „Развитак” који и даље излази под овим именом, а чији је први главни уредник био драмски писац Слободан Стојановић.
Истакнути чланови литерарне дружине били су Павле Савић, Радомир Лукић, Слободан Стојановић, Милосав Буца Мирковић, Драгутин Драга Ранковић, Илија М. Петровић и Мирјана Митровић.

## Награде
- 1984 — Повеља културе Културно-просветне заједнице Општине Пожаревац
- 1984 — Плакета Смели цвет од Републичке конференције Савеза социјалистичке омладине
- 1989/90 — Омладинска ревија за књижевност „Венац” прогласила је Литерарну дружину „Развитак” за најуспешнију у Србији
- 1995 — Диплома Десанка Максимовић за најбољу средњошколску литерарну дружину
- 2003 — Прво место на Републичком такмичењу литерарних секција основних и средњих школа
- 2006 — Часопис „Развитак” добио је диплому за најуспешнији средњошколски часопис у Србији
- 2006 — Треће место на Републичком такмичењу литерарних секција основних и средњих школа
- 2013 — Диплома за освојено прво место као најуспешнији школски лист или часопис